# Alan Woods

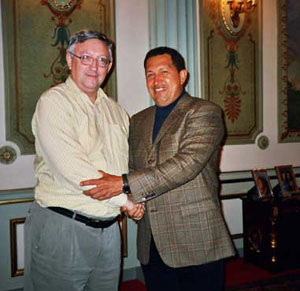
Alan Woods i Hugo Chávez

Alan Woods (ur. 1944 w Swansea, Walia) – brytyjski działacz trockistowski i pisarz, główny ideolog i lider Międzynarodowej Tendencji Marksistowskiej i redaktor czasopisma Socialist Appeal.
Urodzony w rodzinie robotniczej o silnych tradycjach komunistycznych, w wieku 16 lat przyłączył się do brytyjskiej organizacji Młodych Socjalistów i stał się marksistą wstępując do Tendencji Militant działającej w Partii Pracy.
Studiował filologię rosyjską na Uniwersytecie Sussex, a później kontynuował edukację w Sofii (Bułgaria) i w Państwowym Uniwersytecie Moskiewskim (MGU). Po studiach przyłączył się do hiszpańskiego ruchu marksistowskiego, w którym uczestniczył w walce przeciwko dyktaturze Francisco Franco. Włada płynnie wieloma językami, m.in. włoskim, angielskim, hiszpańskim, francuskim, niemieckim i rosyjskim.
We wczesnych latach 90. XX wieku Woods wraz ze swoim nauczycielem, Tedem Grantem dokonał rozłamu w Tendencji Militantu i jej macierzystej organizacji - Komitecie na rzecz Międzynarodówki Robotniczej, oskarżając Komitet o ultralewicowy zwrot. Grant i Woods oraz ich zwolennicy z różnych krajów utworzyli Komitet na rzecz Międzynarodówki Marksistowskiej w 1992 r., który później został nazwany Międzynarodowa Tendencja Marksistowska.
Obecnie pełni funkcję redaktora marksistowskiego czasopisma Socialist Appeal wydawanego w Londynie i redaktora strony internetowej In Defence of Marxism (W obronie marksizmu).

## Publikacje
- Marxism in Our Time - Marksizm w naszych czasach (1992)
- China in Crisis - Chiny w kryzysie (1994)
- The Socialist Alternative to the European Union - Socjalistyczna alternatywa dla Unii Europejskiej(1997)
- Revolution in Albania - Rewolucja w Albanii (1997)
- A New Stage in the Capitalist Crisis - Nowy etap w kryzysie kapitalizmu (1998)
- Indonesia: the Asian Revolution has Begun - Indonezja: Zaczęła się rewolucja w Azji (1998)
- The Kosovo pogrom and the Balkan Powder-keg - Pogrom w Kosowie i kocioł bałkański (1998)
- Crisis in Russia, the free market failure - Kryzys w Rosji, porażka wolnego rynku (1998),
- Dwie książki napisane wspólnie z Tedem Grantem:
  - Lenin and Trotsky: what they really stood for - Lenin i Trocki: za czym naprawdę byli (1969)
  - Reason in Revolt: Marxist philosophy and modern science - Zbuntowany rozum: Filozofia marksistowska i nowoczesna nauka (1995)
- Bolshevism: the Road to Revolution - Bolszewizm: droga do Rewolucji (1999).
- Marxism and the National Question - Marksizm i kwestia narodowa (2000)
- British Poets and the French Revolution - Brytyjscy poeci i Rewolucja Francuska (2003)
- The revolutionary dialectic of Republicanism - An Open Letter to Irish Republicans - Rewolucyjna dialektyka republikanizmu - list otwarty do irlandzkich republikanów (2003).
- In Defence of Marxism - Reply to Israel Shamir - W obronie marksizmu - odpowiedź dla Izraela Szamira (2004)
- The Celia Hart Controversy - Stalinism or Leninism? - Spór o Celię Hart - Stalinizm czy leninizm (2004)
- Ireland: Republicanism and Revolution - Irlandia: Republikanizm i rewolucja (2005)
- The Venezuelan Revolution - a Marxist perspective - Rewolucja w Wenezueli - perspektywa marksistowska (2005)
- Marxism and the U.S.A. - Marksizm i Stany Zjednoczone (Wellred USA, 2005).
- The Reawakening of the World Working Class and the Tasks Faced by Marxists - Przebudzenie światowej klasy robotniczej i zadania dla marksistów (2006)
- Reformism or Revolution – Marxism and Socialism of the 21st Century - Reformizm czy rewolucja - Marksizm i socjalizm w XXI wieku (2008)
- XXI Century Socialism, or There is Nothing New Under the Sun - Socjalizm XXI wieku, czyli nic nowego pod słońcem (2010)
- Marxism and Anarchism - A collection of writings - Marksizm i anarchizm - kolekcja artykułów (2012)